# Ceratostylis pulchella
Ceratostylis pulchella är en orkidéart som beskrevs av Richard Eric Holttum. Ceratostylis pulchella ingår i släktet Ceratostylis och familjen orkidéer. Inga underarter finns listade i Catalogue of Life.